# ランボルギーニ・400GT
400GTは、イタリアの自動車メーカーランボルギーニが1966年から1968年まで生産したグランツーリスモである。350GTと同じくカロッツェリア・トゥーリングの製作した「スーペルレッジェーラ」方式のボディを採用しているが、ボディパネルはスチール製に変更されている。後継車種はイスレロ。

## 400GT2+2
350GTのホイールベースを2,690 mmに延長して4座席とし、ルーフラインの変更により全高を40 mm高くし実用性を向上させた改良発展型として開発され、1966年3月のジュネーヴ・ショーで発表された。350GT用エンジンのボアを拡大し、ボアφ82 mm×ストローク62 mmのV型12気筒3,929 cc、320馬力のエンジンを搭載している。224台が生産された。

## 400GT
350GTに400GT2+2の3,929 ccエンジンを搭載した仕様で1966年に23台生産された。

## レース用車両

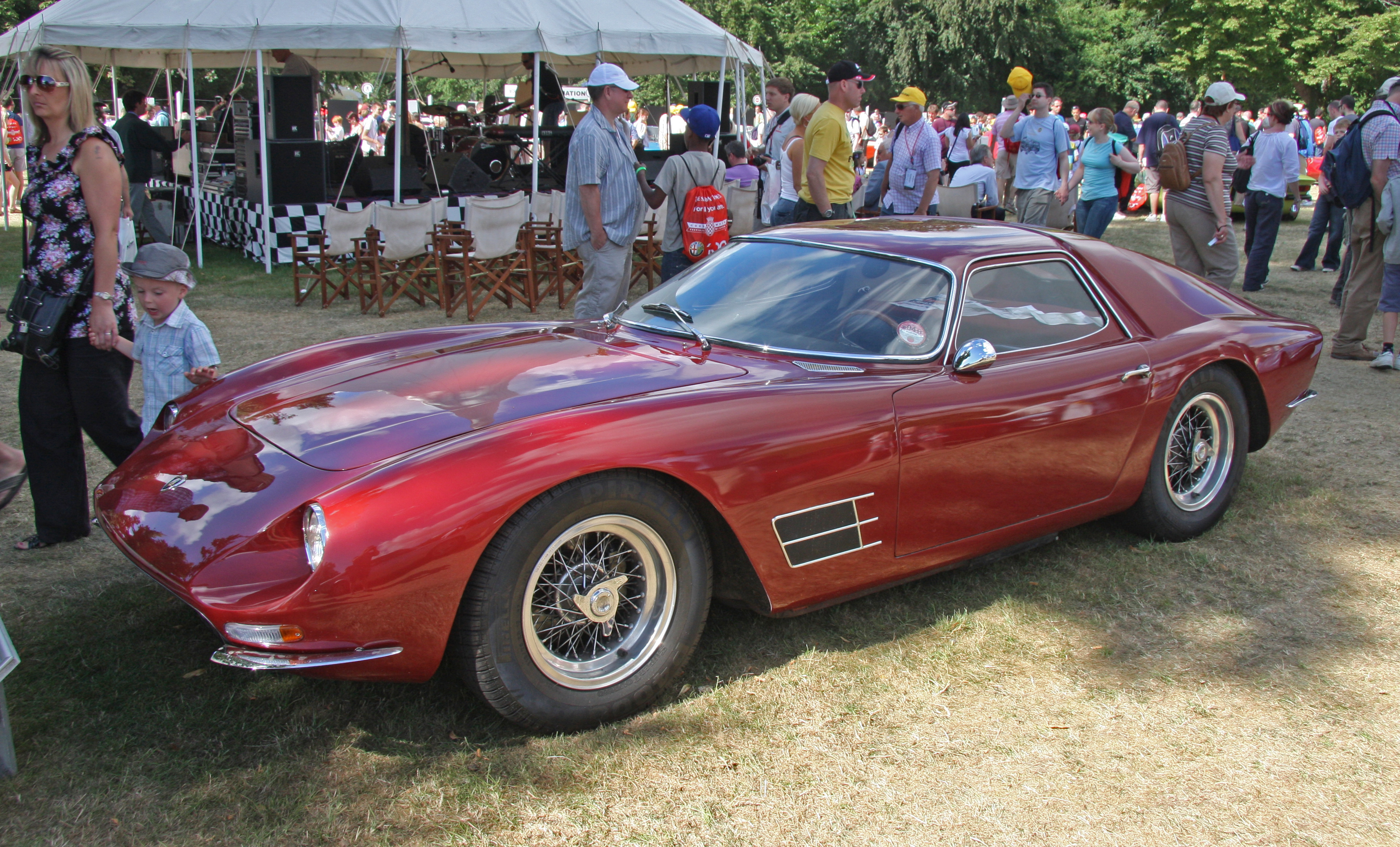
400GT モンツァ

400GT モンツァ（1965年）
アメリカ人オーナーがル・マン24時間レースに参戦するためにイタリアのカロッツェリア・トゥーリングに依頼して1台のみ製作されたモデルである。競技用にエアロダイナミクスを見直し、新たなアルミニウムの外装に換装された以外はほぼオリジナルのままである。結局レースには出場せず、公道仕様として1967年のバルセロナ・ショーでミウラの横に展示された。その後スペイン人オーナーに売却され、1990年代に英国のオークション・プロモーターに渡り、現在はランボルギーニの故郷であるサンターガタ・ボロニェーゼにある。